# Frithestan
Frithestan (mort en 932 ou 933) est un prélat anglo-saxon du début du Xe siècle. Il est évêque de Winchester de 909 à 931.

## Biographie
Frithestan apparaît dans les sources en 904, comme témoin sur deux chartes du roi Édouard l'Ancien entérinant des donations à Old Minster. Il occupe alors le rang de diacre.
D'après Guillaume de Malmesbury, il fait partie des sept évêques sacrés le même jour de 909 par l'archevêque de Cantorbéry Plegmund. Peu après son élévation au rang d'évêque, le diocèse de Winchester est divisé en deux : les comtés du Wiltshire et du Berkshire en sont détachés pour former un diocèse séparé, avec Ramsbury pour siège. Durant son épiscopat, Frithestan s'efforce d'établir de bonnes relations entre les deux monastères de Winchester, Old Minster et New Minster. Il décrète notamment qu'à la mort d'un prêtre appartenant à l'un ou l'autre de ces abbayes, les membres des deux congrégations doivent participer aux funérailles.
En 924, l'avènement d'Æthelstan, le fils aîné d'Édouard, n'est pas accepté dans tout le royaume. Le Wessex préfère élire Ælfweard, l'aîné de ses demi-frères. Ce dernier meurt quelques semaines plus tard, mais la résistance à Æthelstan semble avoir persisté pendant plusieurs années dans la région. Il est significatif que Frithestan n'assiste pas au sacre d'Æthelstan le 4 septembre 925,. Frithestan n'apparaît comme témoin sur les chartes du nouveau roi qu'à partir d'avril 928. Il y figure ensuite régulièrement durant les trois années qui suivent, mais sa position dans les listes de témoins est toujours inférieure à celle que son ancienneté et le prestige de son siège devraient lui octroyer.
Frithestan démissionne en 931, entre le 23 mars et le 29 mai, et meurt en 932 ou 933. Il est inhumé à Old Minster, mais sa tombe est déjà perdue à l'époque de Guillaume de Malmesbury, au XIIe siècle. Son culte n'est jamais devenu populaire, malgré les efforts des moines de Winchester. Il figure dans deux martyrologes du XIIIe siècle, avec une fête le 10 septembre,.